# Kleurenblind: en andere verhalen uit Zuid-Afrika

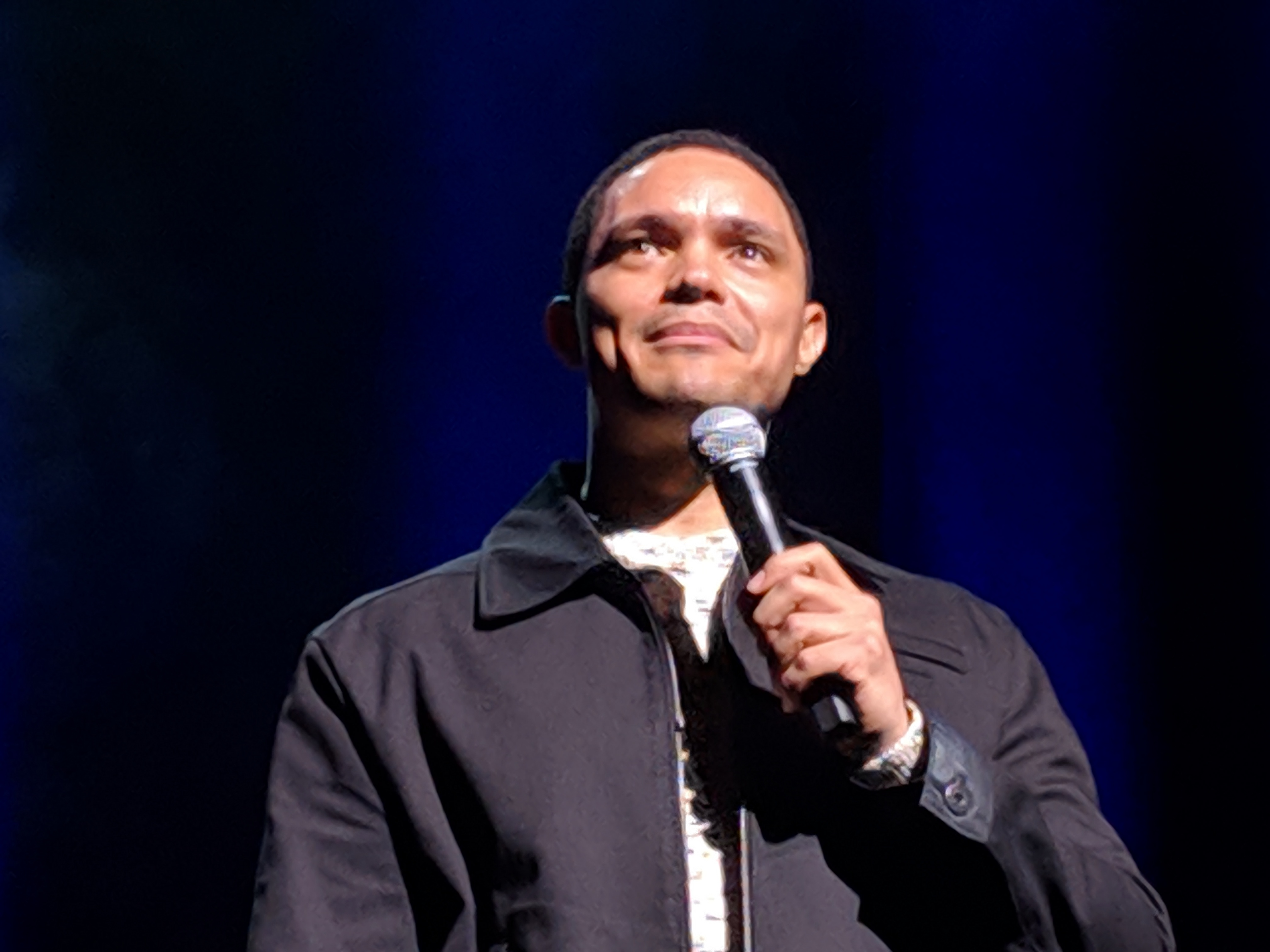
Trevor Noah in 2019

Kleurenblind: en andere verhalen uit Zuid-Afrika (oorspronkelijke titel: Born a Crime: Stories from a South African Childhood) is een autobiografisch komisch boek geschreven door de Zuid-Afrikaanse comedian Trevor Noah, gepubliceerd in 2016. In het boek beschrijft Noah zijn unieke worstelingen om ten tijde van de apartheid in Zuid-Afrika op te groeien als een jongen van gemengd ras. Een verfilming wordt gepland door Paramount Players.

## Verhaal
Het boek beschrijft hoe Trevor Noah opgroeide in zijn geboorteland Zuid-Afrika tijdens de apartheid. Als de zoon van een blanke Zwitsers-Duitse vader en een zwarte Xhosa-moeder, werd Noah geclassificeerd als een "kleurling" volgens het apartheidssysteem van raciale classificatie. Noah hoorde nergens echt bij omdat het een misdaad was voor hem geboren te worden als een baby van gemengd ras, vandaar de Engelse titel van zijn boek; Born a Crime.
Het boek is grotendeels een lofzang aan Noah's moeder, Patricia Nombuyiselo, die opgroeide in een hut met veertien bewoners. Noah beschrijft zijn moeder als eigenwijs, onverschrokken en een buitengewone leraar. Ze was een zeer religieuze vrouw die haar zoon elke zondag meenam naar drie kerken, een gebedsbijeenkomst op dinsdag, bijbelstudie op woensdag en jeugdkerk op donderdag, zelfs wanneer zwarte Zuid-Afrikanen in opstand kwamen op straat en de meeste mensen in hun huizen schuilden.
Het boek begint met de jonge Noah die door zijn moeder uit een minibus wordt gegooid omdat ze dacht dat de chauffeur, een man van een andere Zuid-Afrikaanse stam, hen zou vermoorden. Noah ontwikkelt sociale en mentale handigheid en gebruikt zijn vaardigheid in verschillende talen om de barrières te doorbreken die hem in de weg staan om als kind van een gemengd ras te worden geaccepteerd. Hij groeit op in armoede en vindt onafhankelijkheid door geld te verdienen met de verkoop van illegale cd's, eerst op school en later in de straten van de beruchte wijk Alexandra . Noah beschrijft de worsteling om te leven met zijn gewelddadige stiefvader Abel. Wanneer Noah wordt gearresteerd terwijl hij in een niet-geregistreerde auto rijdt die zonder toestemming uit de werkplaats van Abel is gehaald, beschrijft hij zijn angst om in de gevangenis te belanden. Het boek eindigt met het verhaal van Noah's moeder die door zijn gewelddadige stiefvader in het hoofd werd geschoten terwijl ze met haar familie uit de kerk terugkeerde, en hoe zij wonderbaarlijk overleefde.

## Receptie
Het boek werd positief ontvangen door grote Amerikaanse boekrecensenten. Het werd een nummer 1 New York Times Bestseller en werd uitgeroepen tot een van de beste boeken van het jaar door The New York Times, Newsday, Esquire, NPR en Booklist.

## Verfilming
De memoires zullen worden verfilmd met in de hoofdrol Lupita Nyong'o als Patricia, de moeder van Noah. Nyong'o zal de film ook samen met Noah produceren via zijn productiebedrijf, Ark Angel Productions. In maart 2018 werd Liesl Tommy ingehuurd om de film te regisseren. De film wordt geproduceerd door Paramount Players .